# Pesty Frigyes
Pesty Frigyes (Temesvár, 1823. március 23. – Budapest, 1889. november 23.) történész, országgyűlési képviselő.

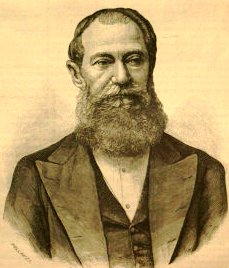
Pesty Frigyes idősebbkori képe

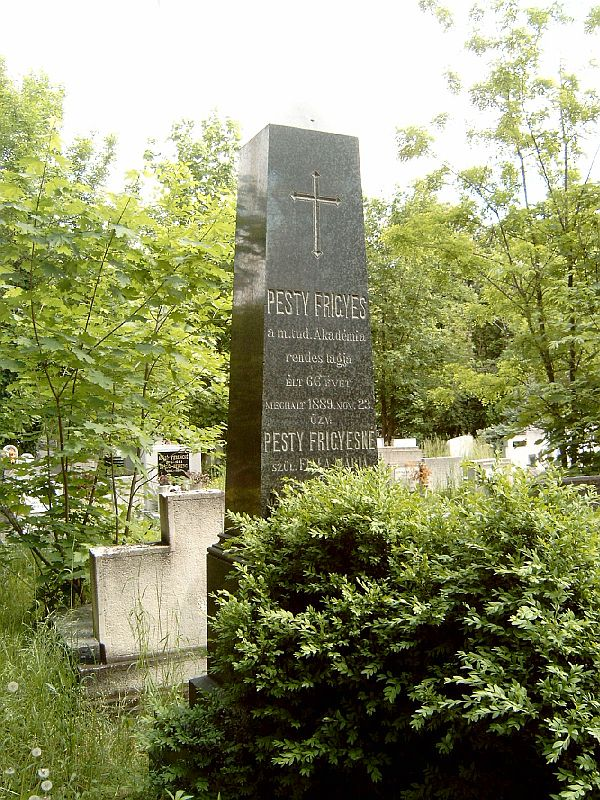
Pesty Frigyes sírja Budapesten. Új köztemető: 114/10-1-70.

## Élete
Fiatalkoráról, neveltetéséről nagyon keveset tudunk. Annyi bizonyos, hogy 26 éves korában,
1849 áprilisától a debreceni kormány hadügyminisztériumában dolgozott, s ezért a szabadságharc bukása után előbb menekülnie kellett, majd miután hazatért, rövid fogságot szenvedett.
1850 és 1864 között a temesvári iparkamara titkára volt, s e munkája mellett 1857-től a helyi gazdasági egyesület titkári teendőit is ellátta.
1858-ban indította útjára a Delejtű című lapot, melyben elsősorban természettudományi és gazdasági cikkeknek adott helyet. Ezekben az években alapozta meg anyagilag is az életét, ami elengedhetetlen volt a későbbiekben a tudományos munkássága folytatásához.
1860-ban újabb osztrák fogságot szenvedett, 1861-ben pedig megtartotta akadémiai székfoglaló előadását (1859. december 16-án választották levelező taggá) A templáriusok Magyarországon címmel. Indult az 1861-es választásokon is az újaradi körzetben, ahol országgyűlési képviselői mandátumot nyert.
A következő években kezd hozzá ahhoz a nagy szervezési vállalkozáshoz, amely nevét igazán ismertté tette. 1863. február 2-án kelt levelében tárja a helytartótanács elé a földrajzi nevek összegyűjtésére irányuló tervét, majd kinyomtatja a kérdőíveket, rendezi a beérkezett anyagot, kiegészítéseket és új gyűjtéseket kér.
A gyűjtés megszervezése mellett történeti tárgyú munkák írása töltötte be, de természetesen gondolt az óriási gyűjtött anyag felhasználására is. Az 1875–1878-as parlamenti ciklusban ismét parlamenti mandátumot nyert, ezúttal Körmöcbánya képviseletében.
Amikor 1877. május 24-én a Magyar Tudományos Akadémia rendes tagjává választották, székfoglaló előadását a helynevek történettudományban való felhasználásáról tartotta A helynevek és a történelem címmel.
Ha azonban nyomtatásban megjelent munkáit vesszük, feltűnő, hogy mindössze egy van közöttük, amelyik kifejezetten a helynevekkel foglalkozik: az az 1888-ban kiadott Magyarország helynevei történeti, földrajzi és nyelvészeti tekintetben című kötet.
Mindez persze nem azt jelenti, hogy más munkáiban nem hasznosította a gyűjtött nagy és értékes anyagot. A Magyar Sajtó, a Vasárnapi Ujság és a Pesti Napló című folyóiratokban is megjelentetett kisebb írásokat, amelyekben a helynévgyűjtést propagálta, azzal kapcsolatos tapasztalatait közzétette /1858: Magyar helynevek, 1863: A helyiratok érdekében, 1864: Hazánk helynévtára ügyében/.
Történészként azonban érdeklődése egyre inkább Magyarország középkori történelme felé fordult.

## Művei

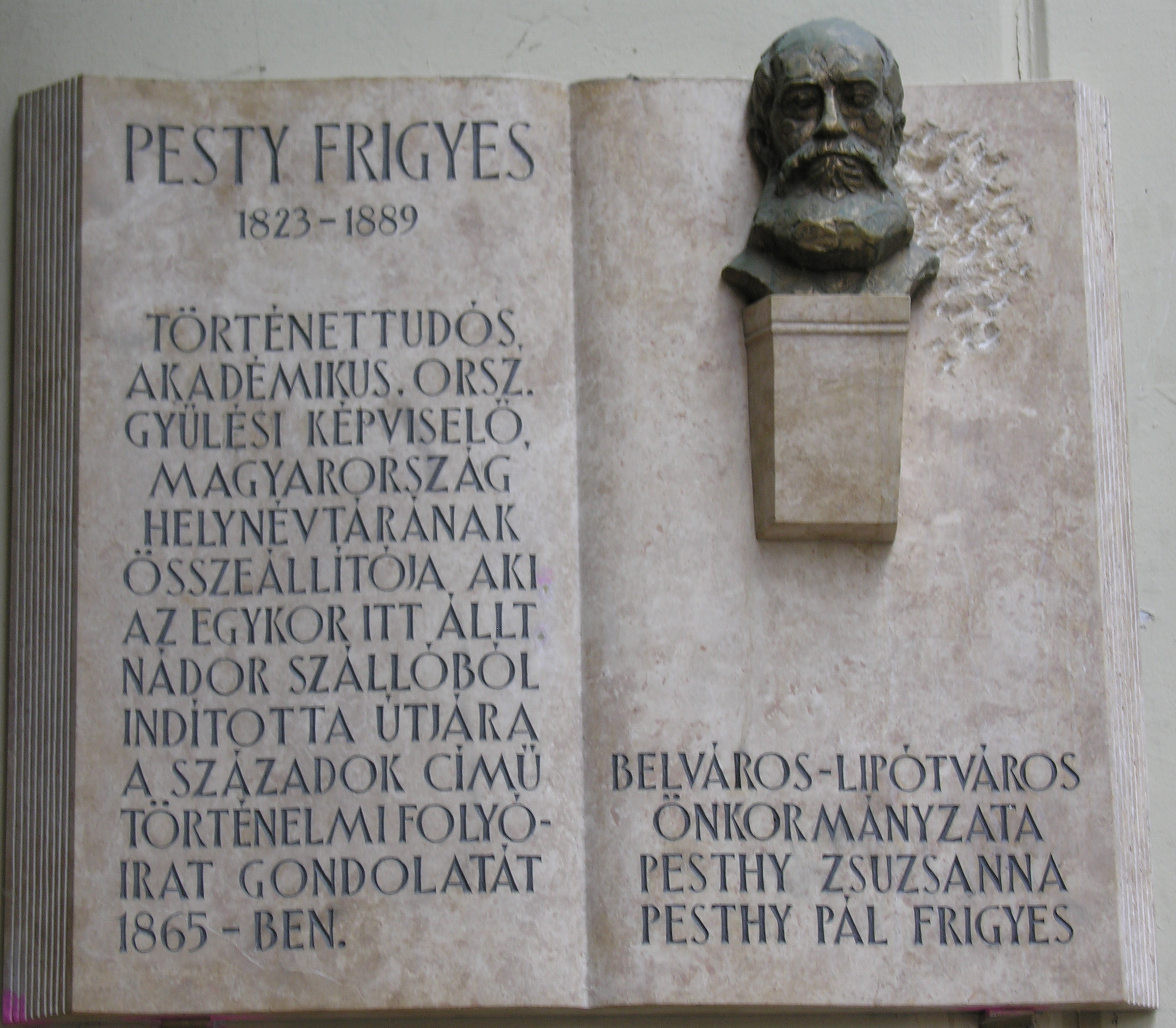
Pesty Frigyes emléktáblája, Budapest,
V. kerület, Váci utca 20.

### Főbb munkái
- A perdöntő bajvívások története Magyarországon (Pest, 1868)
- A Temesi bánság elnevezésének jogosultsága (Pest, 1868)
- A világtörténelem napjai (Pest, 1870)
- A Szörény vármegyei hajdani oláh kerületek (Budapest, 1876)
- Brankovics György rácz despota birtokviszonyai (Budapest, 1877)
- A szörényi Bánság és Szörény vármegye története I-III. kötet (Budapest, 1877-78)
- A helynevek és a történelem (Budapest, 1878)
- Az eltűnt régi vármegyék (Budapest, 1880.) Reprint: 1989, Tudománytár sorozat
- Magyarországi várispánságok története különösen a XIII. században (1882)
- Krassó vármegye története (Budapest, 1882)
- Száz politikai és történeti levél Horvátországról (Budapest, 1885) Online
- Magyarország helynevei történeti, földrajzi és nyelvészeti tekintetben (Budapest, 1888)

### Helynévgyűjtésének modern kiadásai
- Kőhegyi Mihály – Solymos Ede: Észak-Bácska földrajzi nevei Pesty Frigyes kéziratos Helynévtárában. Baja, 1973 (A Bajai Türr István Múzeum kiadványai, 21.)
- Matijevics Lajos: A jugoszláviai Bácska víznevei Pesty Frigyes kéziratos gyűjteményében. In: Az újvidéki Bölcsészettudományi Kar Évkönyve, XVIII/2. évf. (1975) 559–570. old.
- Békés megye Pesty Frigyes helynévgyűjtésében. Bev., jegyz. és közzéteszi: Jankovich B. Dénes. Mutatók: Hévizi Sándor. Békéscsaba, 1983 (Forráskiadványok a Békés Megyei Levéltárból, 11.)
- Pesty Frigyes: Borsod vármegye leírása 1864-ben. Sajtó alá rendezte és a bevezető tanulmányt írta Tóth Péter. Miskolc, 1988 (Documentatio Borsodiensis, V.) ISBN 963-01-2865-9
- Mizser Lajos: A Nagykállói járás Pesty Frigyes kéziratos helynévtárában, 1864. Nagykálló, 1994 (Helytörténeti Füzetek, 7.)
- Mizser Lajos: Szatmár vármegye Pesty Frigyes 1864–1866. évi Helynévtárában. Nyíregyháza, 2001 (A Szabolcs-Szatmár-Bereg Megyei Levéltár Kiadványai. II. Közlemények, 24.)
- Mizser Lajos: A Felső-Bodrogköz helynevei – 1864. = A Herman Ottó Múzeum Évkönyve, XLV. Szerk. Veres László – Viga Gyula. Miskolc, 2006. 445–462.
- Pesty Frigyes kéziratos helynévtárából 1864. Bihar vármegye. I–II. köt. Közzéteszi: Hoffmann István – Kis Tamás. Debrecen, 1996–1998 (A debreceni KLTE Magyar Nyelvtudományi Intézetének kiadványai, 65–66.)
- Asztalos István: Galga völgy földrajzi nevei Pesty Frigyes kéziratos helységnévtárában. Aszód, 1976 (Múzeumi Füzetek, 8. sz.)
- Pastinszky Miklós – Tapolcainé Sáray Szabó Éva: Pesty Frigyes 1864. évi helynévgyűjtése. Komárom megye.Tatabánya, (József Attila megyei Könyvtár), 1977
- Pesty Frigyes Kéziratos Helynévtárából I. Jászkunság. Közzéteszi: Bognár András. Kecskemét–Szolnok, 1978
- Pesty Frigyes Kéziratos Helynévtárából II. Külső-Szolnok. Közzéteszi: Bognár András. Kecskemét–Szolnok, 1979
- Asztalos István: A Gödöllői járás nyugati részének földrajzi nevei Pesty Frigyes kéziratos helységnévtárában. Aszód, 1979 (Múzeumi Füzetek, 13. sz.)
- Létay Miklós: Pesty Frigyes helynévtárának budapesti adatai. Budapest, 1986
- A Káli-medence helynevei Pesty Frigyes gyűjteményében; sajtó alá rend. Boros Edit; EKMK, Veszprém, 1987 (Helytörténeti füzetek)
- Sárospatak és Sátoraljaújhely környéke Pesty Frigyes helynévtárában; szerk., bev., jegyz. Kováts Dániel; Kazinczy Múzeum, Sátoraljaújhely, 1998 (A sátoraljaújhelyi Kazinczy Ferenc Múzeum füzetei)
- Mizser Lajos: Ugocsa és Ung megye Pesty Frigyes 1864-66. évi helynévtárában; Stúdium, Nyíregyháza, 1999 (A Magyar Tudományos Akadémia Szabolcs-Szatmár-Bereg Megyei Tudományos Testületének közleményei)
- Nagy István, Ny.: Pesty Frigyes kéziratos helynévtára: történelmi Veszprém vármegye. Pápa, 2000
- Pesty Frigyes: Somogy vármegye helynévtára. A szöveget gondozta és a bevezetőt írta Gőzsy Zoltán és Polgár Tamás, közreműködött Vonyó Jánosné. Kaposvár, 2001
- Heves vármegye helynévtára; sajtó alá rend., tan., jegyz. Csiffáry Gergely; Heves Megyei Levéltár, Eger, 2005 (A Heves Megyei Levéltár forráskiadványai)
- Papp György–Rajsli Ilona: Bácskai helységek Pesty Frigyes 1864. évi kéziratos helynévtárában; Logos-print, Tóthfalu, 2006
- Pesty Frigyes helynévgyűjteménye 1864-1865 – Székelyföld és térsége I. Kovászna megye. 2012
- Pesty Frigyes: Baranya vármegye helynévtára, 1864-1865. A szöveget közreadja, gondozta és a bevezetőt írta Csibi Norbert, Gőzsy Zoltán, Máté Gábor. Pécs, 2019

### Melléklet

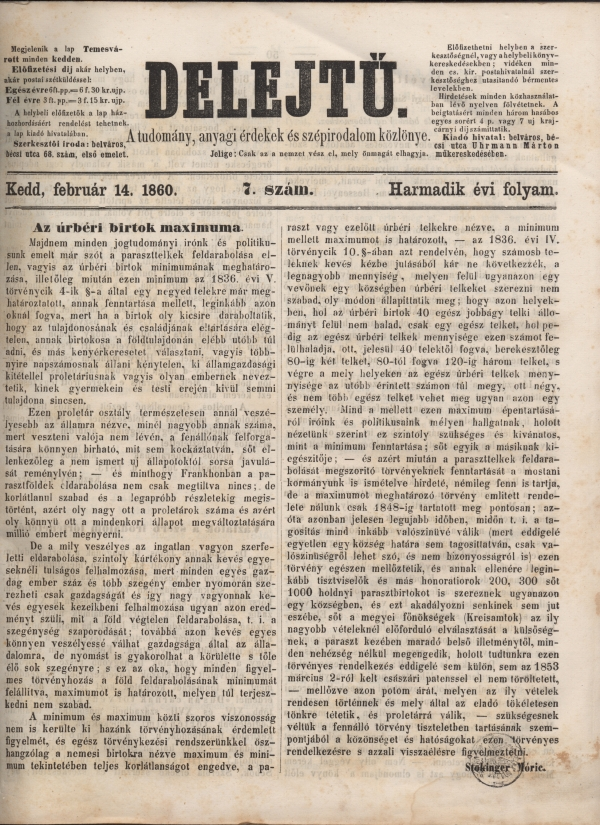
Delejtű (1860. február 14-ei lapszám)
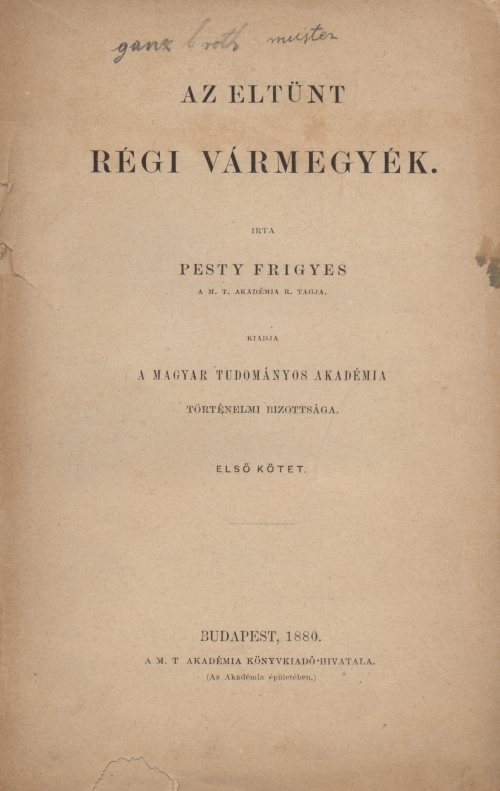
Az eltűnt régi vármegyék (Budapest, 1880)
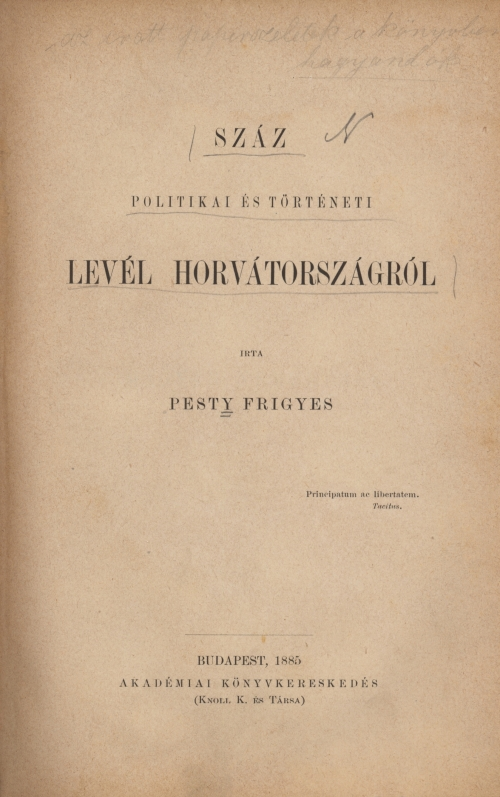
Száz levél Horvátországról (Budapest, 1885)
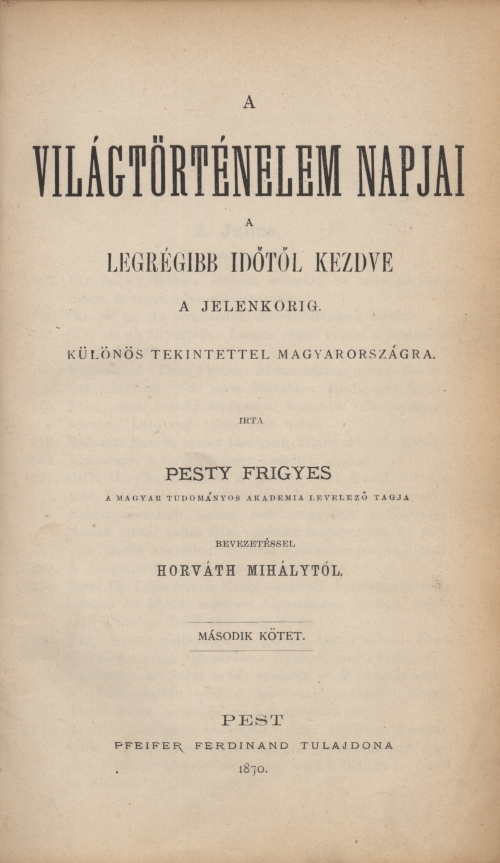
A világtörténelem napjai (Pest, 1870.)
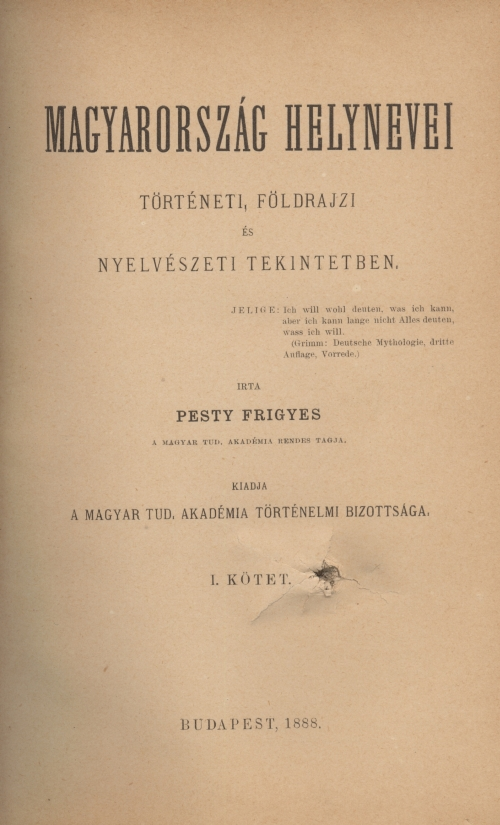
Magyarország helynevei (Budapest, 1888.)